# Беркутський
Бе́ркутський (рос. Беркутский) — селище у складі Ялуторовського району Тюменської області, Росія.
Населення — 61 особа (2010, 62 у 2002).
Національний склад станом на 2002 рік:
- росіяни — 65 %